# En nombre del amor
En nombre del amor – telenowela meksykańska wyprodukowana przez wytwórnię Televisa w 2008 roku.
Premiera odbyła się 13 października 2008 na kanale Canal de las Estrellas o godzinie 18:00. Pierwszy odcinek uzyskał rating ok. 20 punktów. Telenowela została sprzedana m.in. do Litwy, Słowenii, Słowacji, USA i na Węgry.

## Obsada
- Leticia Calderón jako Carlota Espinoza de los Monteros
- Victoria Ruffo jako Macarena Espinoza de los Monteros
- Laura Flores jako Camila Ríos de Mondragón
- Allisson Lozano jako Paloma Espinoza de los Monteros
- Altair Jarabo jako Romina Mondragón Ríos
- Sebastián Zurita jako Emiliano Sáenz Noriega
- Ferdinando Valencia jako Germán Altamirano
- Luis Hacha jako Iñaki Iparraguirre
- Magda Guzmán jako Rufina Martínez
- Alfredo Adame jako Rafael Sáenz
- Olivia Bucio jako Diana Noriega de Sáenz
- Arturo Peniche jako Padre Juan Cristóbal Gamboa
- Rubén Zerecero jako Memo
- Zoraida Gómez jako Liliana Martínez
- Víctor Cámara jako Orlando Ferrer
- Lola Forner jako Carmen
- Yolanda Ventura jako Angélica
- Paty Díaz jako Natalia
- Ramón Abascal jako Joel
- Angelina Peláez jako Arcadia
- David Ostrosky jako Dr. Rodolfo Bermúdez
- Manuel Navarro jako Alonso
- Lucero Lander jako Inés Cortázar
- Zoila Quiñones jako Mechu
- Rafael Valdez jako Chava
- Queta Lavat jako Matka przełożona
- Georgina Domínguez jako Romina Mondragón Ríos (niña)
- Polinda Salazar jako Melannie
- Dobrina Liubomirova jako Elisa
- Yanni Torres jako Paloma Espinoza de los Monteros
- Pablo Magallanes jako Aarón Eugenio Cortázar
- Patricia Calzada jako Fina
- Mago Kadima jako Licenciado Rojas
- Regina Rojas jako Mónica
- Eduardo Liñán jako Padre Benito Farías
- Bibi Gaytán jako Sagrario Díaz de Espinoza de los Monteros
- Eduardo Capetillo  jako Javier Espinoza de los Monteros
- Luis Couturier jako Don Rodrigo Espinoza
- Carlos Girón jako Eric
- Hugo Macías Macotela jako Padre Mateo
- Gerardo Murguía jako Juan
- Esperanza Díaz
- Erick Elías jako Gabriel Lizarde
- Natalia Esperón jako Luz Laguillo
- César Évora jako Eugenio Lizarde